# Cantonul La Rochelle-6
Cantonul La Rochelle-6 este un canton din arondismentul La Rochelle, departamentul Charente-Maritime, regiunea Poitou-Charentes, Franța.